# Арчер, Кэмерон
Кэ́мерон Де́змонд А́рчер (англ. Cameron Desmond Archer; родился 9 декабря 2001, Уолсолл) — английский футболист, нападающий клуба Премьер-лиги «Саутгемптон».

## Клубная карьера
Воспитанник футбольной академии клуба «Астон Вилла», за которую выступал с шестилетнего возраста. 27 августа 2019 года дебютировал в основном составе «Виллы» в матче Кубка Английской футбольной лиги против «Кру Александра».
В октябре 2020 года отправился в аренду в клуб Национальной лиги «Солихалл Мурс». Провёл в клубе весь сезон, сыграв 29 матчей и забив 6 мячей.
Перед началом сезона 2021/22 Арчер вернулся в «Виллу». 24 августа 2021 года в матче второго раунда Кубка Английской футбольной лиги против «Барроу» он сделал хет-трик. 22 сентября 2021 года в матче третьего раунда Кубка Английской футбольной он забил гол в ворота «Челси». Три дня спустя, 25 сентября 2021 года, Арчер дебютировал в Премьер-лиге, выйдя на замену Джейкобу Рэмзи в матче против «Манчестер Юнайтед».
24 января 2022 года отправился в аренду в клуб Чемпионшипа «Престон Норт Энд» до конца сезона 2021/22.
6 января 2023 года был арендован клубом «Мидлсбро» до конца сезона 2022/23.

## Карьера в сборной
11 ноября 2021 года дебютировал за сборную Англии до 20 лет в матче против сверстников из Португалии. 3 июня 2022 года дебютировал за сборную до 21 года в матче против Чехии.